# Lac Ercina
Le lac Ercina est un petit lac de montagne situé dans la cordillère Cantabrique, dans le massif des Pics d'Europe, dans la communauté autonome des Asturies, à l'extrême nord de l'Espagne. Il se trouve au cœur du parc national des pics d'Europe. 

## Géographie
Le lac Ercina se trouve à 1 108 m d'altitude, dans le massif du Cornión (es) également appelé massif occidental. Il est d'une profondeur maximale de 3 m, d'une longueur maximale de 700 m y d'une largeur de 200 m.
Il forme avec le lac Enol un ensemble de deux lacs appelé les lacs de Covadonga. Il s'agit du plus petit des deux lacs, tant en superficie qu'en volume d'eau, distant du lac Enol de moins de 600 m. Les deux lacs sont séparés par une petite montagne appelée la Picota de Enol. Il est situé à 10 km de Covadonga et à 25 km de Cangas de Onís.

## Géologie
Le lac Ercina, comme le lac Enol, sont d'origine glaciaire. 

## Tourisme
Un aménagement touristique (sentiers pédestres pavés, mirador) appelé Mirador de entrelagos (Mirador d'entre les lacs) a été construit dans la zone élevée entre les deux lacs de manière à pouvoir profiter, dans un même panorama, du lac Ercina et du lac Enol.

## Source

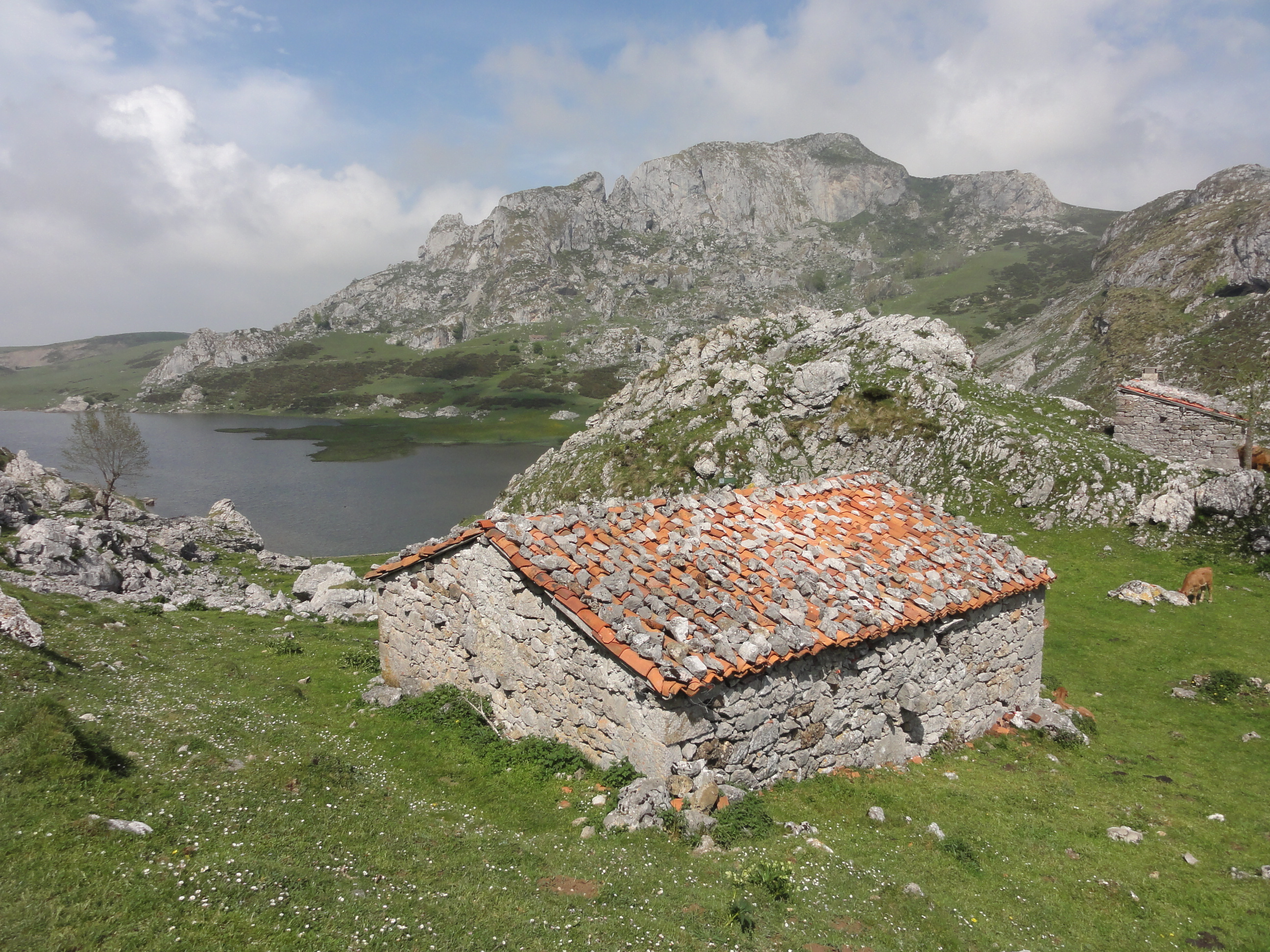
Baraque pastorale traditionnelle
au bord du lac Ercina

- (es) Cet article est partiellement ou en totalité issu de l’article de Wikipédia en espagnol intitulé « Lago Ercina » (voir la liste des auteurs).